# せいやん・YURIAの 美少女ゲームは嫌い
せいやん・YURIAの美少女ゲームは嫌い（せいやん・ユリアのびしょうじょゲームはきらい）は、ラジオ大阪のV-STATION枠内で放送されていたラジオ番組。

## 概要
美少女ゲーム情報を中心とした番組で、略称は「美少女ゲームは嫌い」。パーソナリティであるYURIAの「キ・ラ・イ」の言い回しが特徴的である。番組名に「嫌い」とあるが実際は正反対で様々な美少女ゲーム（主にPCゲーム）を取り扱っている。
2006年10月8日よりラジオ大阪で放送開始され同年12月までの1クールは月2回を目安とした不定期放送。2007年1月より原則として月2回の隔週放送となった。2007年4月からは放送時間が金曜夜に移動して、またラジオ日本でもネットを開始した。
消えゆくV-STATIONの番組の中で唯一男性からの支持を多く受けた番組で、2009年4月に終了。
2009年10月9日から15分番組として放送が再開された。美少女ゲーム情報を中心とした番組としては、文化放送超!A&G+にじゅうはちキン!-自由ではちゃめちゃRockin' Radio-があるものの、番組としての歴史はこの番組が最古であり、美少女ゲーム業界からの注目も高い。ラジオ大阪の1314Vステーションプログラムの中では、ポリケロこんじゃくと双璧をなす、「業界関係者バラエティ」と化している。
放送回数は200回を越えたが、200回にあたる時期が東日本大震災と同じ時期になったため、記念企画が見送られた。
2010年10月8日からHiBiKi Radio Stationで配信が始まり、インターネットを通じて全国で視聴出来る様になった。
2013年10月26日、最終回をむかえた。

## 放送時間
- ラジオ大阪（1314 V-STATION枠内）

隔週日曜日 26:00 - 26:15（2006年10月8日 - 2007年4月1日）
毎週金曜日 23:30 - 24:00（2007年4月6日 - 2009年4月3日）
毎週金曜日 23:45 - 24:00（2009年10月9日 - 2013年10月26日）
ラジオ大阪では、放送時間の変更前までは後続の番組が無かった為、番組終了後すぐに局のクロージングが放送されていた。
- ラジオ日本（1422 V-STATION枠内）

毎週土曜日 26:30 - 27:00（2007年3月31日 - 2008年3月29日）
毎週土曜日 25:00 - 25:30（2008年4月5日 - 2009年3月28日）
- HiBiKi Radio Station

毎週土曜日更新

## パーソナリティ
- 片岡せいやん
- YURIA

## スタッフ
- 構成作家：伊福部崇
- プロデューサー：石田豊

## コーナー
- ゲームインフォメーション

ゲームの製作者や出演者を招いて作品を紹介する。

## 特別番組
全4回、いずれも生放送で美少女ゲーム業界関係者関係者を集めた特別番組が日曜日の深夜（月曜日が祝日）に放送された。
- 第1回 2007年1月7日 26:15 - 28:00 『猪突猛進新春スペシャル ?2007年のテーマ曲はゲーソンだ!!?』

ゲスト：yozuca*・佐藤ひろ美、bamboo、綾川りのほか
コメントのみでの出演：後藤邑子、佐久間紅美、吉住梢、田中一成
- 第2回 2007年4月29日 26:00 - 28:30 『猪突猛進ゴールデン・ウィークスペシャル ?GWのカラオケはゲーソンだ!!?』

ゲスト：KON、ゆずソフト、ういんどみる、コットンソフト
電話ゲスト：田中一成、佐藤ひろ美、yozuca*、橋本みゆき、真優ほか
- 第3回 2008年1月13日 25:30 - 29:00 『ラジオ大阪開局50周年スペシャル ?ラジオ大阪開局50周年でもゲーソンだ!!?』

ゲスト：yozuca*、佐藤ひろ美、bamboo、若月Riko、田中一成、ういんどみる、橋本みゆき、新堂真弓、KON、コットンソフト
- 第4回 2011年1月9日 26:00 - 29:00 『2011年の年明けもゲーソンだ！』

ゲスト：田中一成、佐藤ひろ美、yozuca*、のみこ、細井総司、Rita、KON、加瀬愛奈、bamboo、UR@N、新堂真弓ほか
- 2012年1月8日 25:3 0- 29:00 『新春すぺしゃる』
- 2013年1月13日 25:00 - 29:00『2013成人式スペシャル』

## 関連会社
- ねこねこソフト

片岡せいやんはねこねこソフトの母体である株式会社ソルジャーブルーの代表であり、同ブランドのゲームソフトが比較的多く取り上げられている。なお、番組内で使用されているBGMは、同ブランドのゲームソフトで使われている楽曲である